# Violettbandad fältmätare
Violettbandad fältmätare (Xanthorhoe decoloraria) är en fjärilsart som beskrevs av Eugen Johann Christoph Esper 1806. Violettbandad fältmätare ingår i släktet Xanthorhoe och familjen mätare. Enligt den finländska rödlistan är arten nära hotad i Finland. Arten är reproducerande i Sverige. Artens livsmiljö är friska gräsmarker. Inga underarter finns listade i Catalogue of Life.

## Bildgalleri

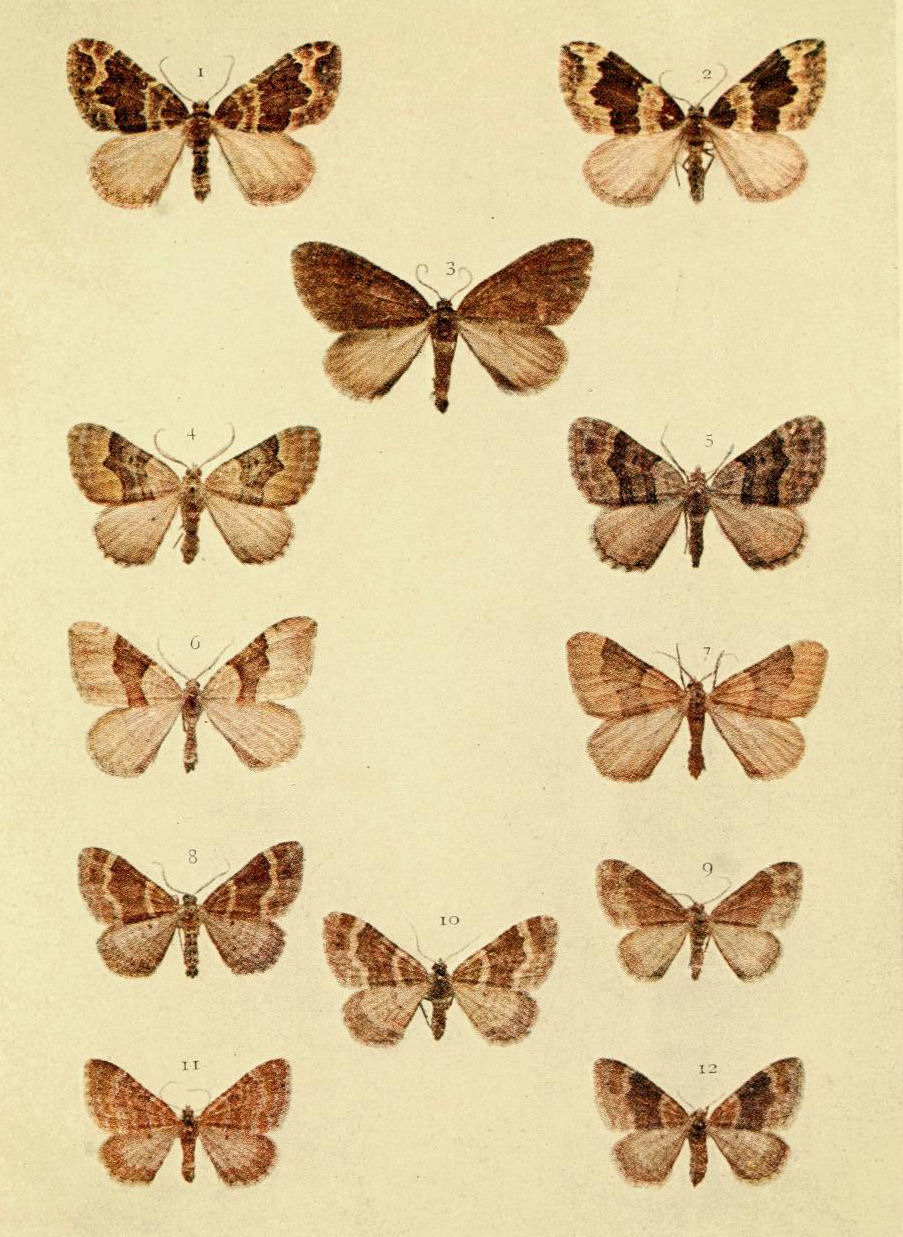
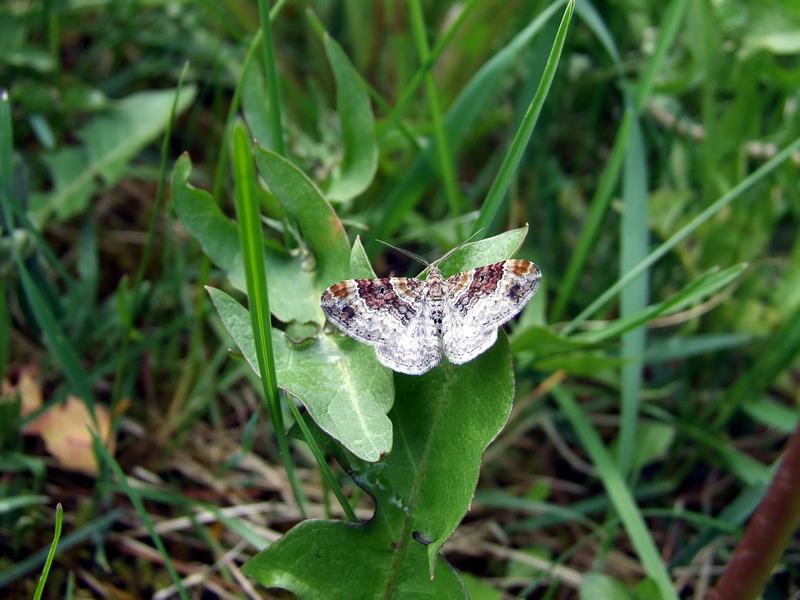